# 博韦叙马塔
博韦叙马塔（法語：Beauvais-sur-Matha，法語發音：[bovɛ syʁ mata]）是法国滨海夏朗德省的一个市镇，位于该省东部，属于圣让当热利区。

## 地理
与通常在法语地名中表示“在……河畔”之意的“sur”不同，该地名“Beauvais-sur-Matha”中的“sur”意为“在……上方”，表示名为博韦（Beauvais）的该地与马塔（Matha）的位置关系，并以“马塔上方的博韦”之名区分其他的“博韦”，且事实上在该地附近也并无“马塔河”存在。
博韦叙马塔（45°52'55"N, 0°11'16"W）面积12.48 平方千米，位于法国新阿基坦大区滨海夏朗德省，该省份为法国西部滨海省份，北起旺代省，西临大西洋，南至吉倫特省，东南接多爾多涅省，东北接德塞夫勒省接壤，东临夏朗德省。
与博韦叙马塔接壤的市镇（或旧市镇、城区）包括：朗维尔-布勒约、巴佐日、布雷东、克雷塞、古尔维莱特、马萨克、谢克、圣旺拉泰讷。
博韦叙马塔的时区为UTC+01:00、UTC+02:00（夏令时）。

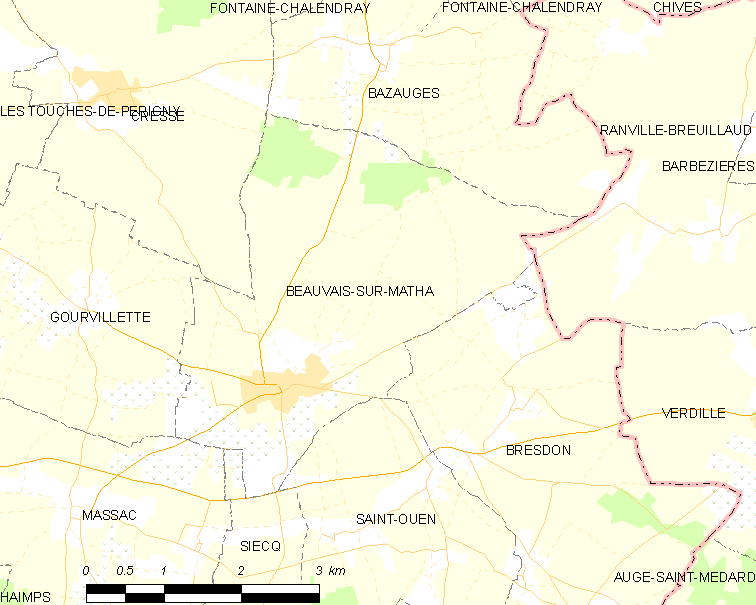
博韦叙马塔的OSM定位图

## 行政
博韦叙马塔的邮政编码为17490，INSEE市镇编码为17037。

## 政治
博韦叙马塔所属的省级选区为马塔县。

## 人口

1962-2008年间博韦叙马塔人口变化图示

博韦叙马塔于2022年1月1日时的人口数量为654人。